# Friedrich Krüger (Politiker)

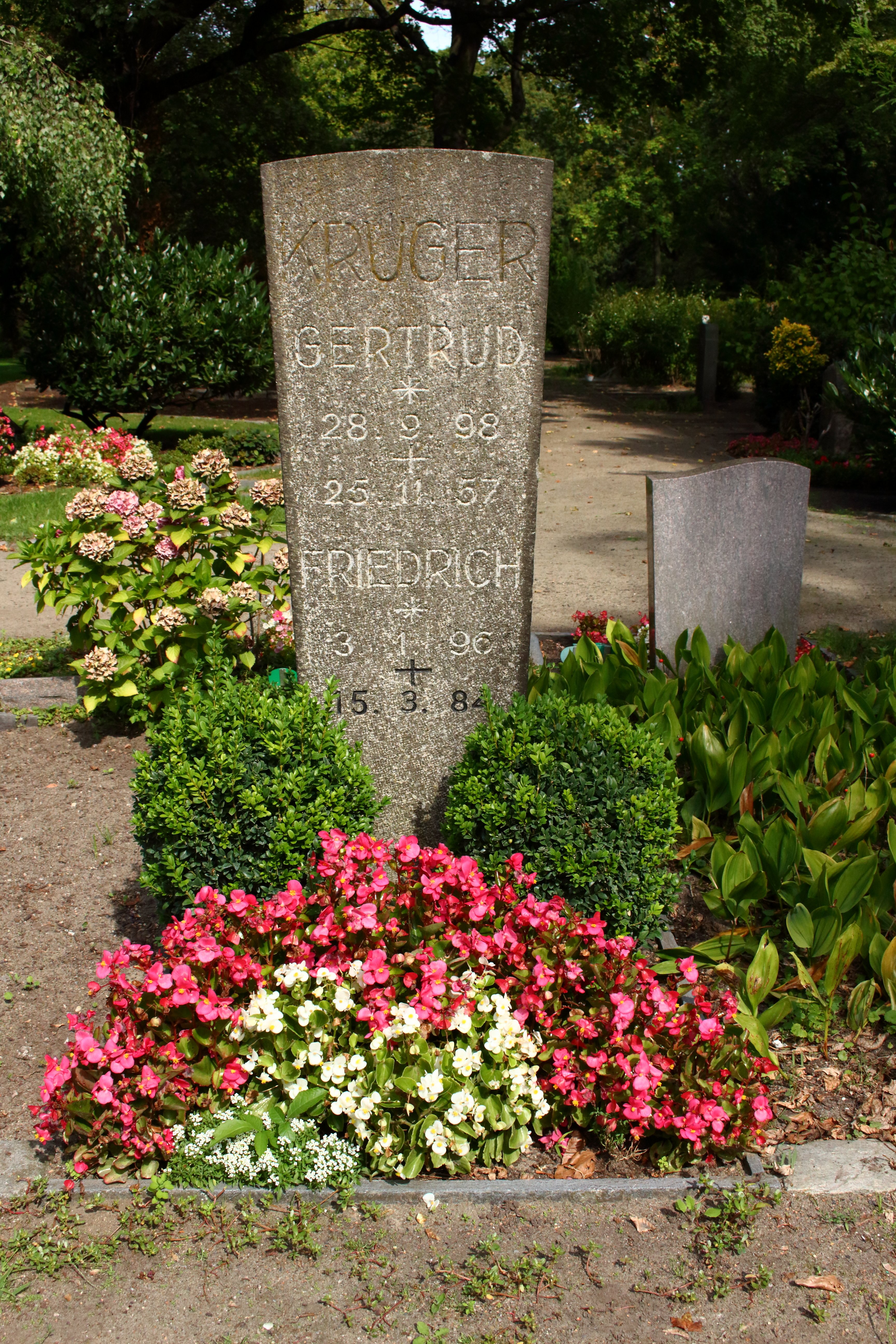
Grabstätte Friedrich Krügers

Friedrich Krüger (* 3. Januar 1896 in Berlin; † 15. März 1984 in West-Berlin) war ein deutscher Politiker (SPD) und Widerstandskämpfer gegen den Nationalsozialismus.

## Leben
Friedrich Krüger wuchs als Sohn eines Magistratsangestellten auf und besuchte eine Präparandenanstalt. Er wurde Lehrer und später Hauptschulrat. Im Ersten Weltkrieg diente er als Soldat. Nach dem Krieg wurde er USPD-Mitglied, trat aber 1922 zur SPD über. Er gehörte dem Berliner Bezirksvorstand an und war Vorsteher der Wohlfahrts- und Jugendkommission sowie Reichsbanner-Mitglied.
Bei der Berliner Wahl 1925 wurde Krüger in die Bezirksversammlung im Bezirk Prenzlauer Berg gewählt. Von 1927 bis 1930 studierte er an der Verwaltungsakademie Berlin und der Berliner Universität. 1932 wurde er der Leiter der Volkshochschule im Bezirk Neukölln.
Nach der „Machtergreifung“ der Nationalsozialisten wurde er 1933 suspendiert und gemaßregelt, jedoch auf Grund von akutem Lehrermangel als Hilfslehrer ein halbes Jahr später wieder eingestellt. Krüger wurde Mitglied im Roten Stoßtrupp. Nach dessen erster Zerschlagung 1933 verwaltete er die Gelder für die Hilfsfonds. Von 1933 bis 1936 unternahm er Wanderungen in die Tschechoslowakei, wo er sich mit emigrierten Parteifreunden traf.
Ansonsten tarnte er seine Widerstandstätigkeit, in dem er sich in zahlreichen NS-Organisationen engagierte, so im Nationalsozialistischen Lehrerbund, im Reichsluftschutzbund und der Nationalsozialistischen Volkswohlfahrt.
1943 schied Krüger aus dem Roten Stoßtrupp aus, da er Berlin verlassen musste. Am 9. März 1944 wurde er wegen Wehrkraftzersetzung verhaftet. Er hatte seinem Sohn in einem Brief seine politische Meinung mitgeteilt. Ein Prozesstermin scheiterte jedoch an der näher kommenden Front und da sein Anwalt Hans Reusch das Verfahren in die Länge zog. Am 10. Februar 1945 gelang ihm während einer Verlegung die Flucht. Bis Kriegsende versteckte er sich im Keller seines alten Wohnhauses.
1947 wurde er in einem Entnazifizierungsverfahren entlastet, in einem späteren Verfahren jedoch wieder belastet. Krüger meinte später die Belastung habe politische Gründe gehabt. Als Gegner einer Vereinigung von KPD und SPD sah er in der Sowjetischen Besatzungszone keine Zukunft mehr für sich und ging in den Westteil der Stadt.
Im Westen wurde Krüger Mitbegründer des „Verbands der Lehrer und Erzieher“ und von 1946 bis 1961 Hauptschulrat im Bezirk Wedding. Im Februar 1955 schied der Bezirksbürgermeister von Wedding Walter Röber aus dem Abgeordnetenhaus von Berlin aus und Krüger konnte im Parlament nachrücken. Er war ab 1963 Vorsitzender des Schulausschusses im Abgeordnetenhaus und schied 1967 aus dem Parlament aus. Außerdem war er Mitbegründer und Vorsitzender des Berliner Albert-Schweitzer-Kinderdorfes.
Krüger wurde 1971 für seine Verdienste als Stadtältester von Berlin geehrt. Er erhielt auch 1965 das Bundesverdienstkreuz 1. Klasse sowie den Orden der französischen Alliierten. Nach seinem Tod erhielt er ein Ehrengrab der Stadt Berlin am Urnenfriedhof Seestraße (Grab S II-9-44).